# Hillsborough megye (Florida)
Hillsborough megye az Amerikai Egyesült Államokban, azon belül Florida államban található. Megyeszékhelye és legnagyobb városa Tampa. Lakosainak száma 1 459 762 fő (2020). Hillsborough megye Pasco, Polk, Hardee, Manatee és Pinellas megyékkel határos.

## Népesség
A megye népességének változása:
| Lakosok száma | 1 233 908 | 1 270 293 | 1 279 737 | 1 291 578 | 1 349 050 | 1 459 762 |
|               | 2010      | 2011      | 2012      | 2013      | 2015      | 2020      |